# Jimmy Laporal-Trésor
Jimmy Laporal-Trésor est un réalisateur et scénariste français, né le 27 septembre 1976 à Paris (Île-de-France).

## Biographie

### Jeunesse et formations
Jimmy Laporal-Trésor naît le 27 septembre 1976 à Paris, d'une mère guadeloupéenne et d'un père guadeloupéen et martiniquais. Il grandit avec sa grand-mère à Levallois-Perret, puis à Clichy. Il découvre son amour pour la narration à travers des jeux de rôle, tel que Donjons et Dragons.
Après le baccalauréat en 1994, il poursuit deux années en médecine avant d'enchaîner des petits boulots. De 1998 à 2002, il étudie les sciences de la communication à l'Université de Paris VIII et intègre le collectif cinématographique Renoich. Son premier scénario, La Cité rose, initialement envisagé comme une série, sort finalement en film, le 27 mars 2013, réalisé par Julien Abraham. La même année, il réalise son premier court métrage, Le Baiser, un plan séquence de 8 minutes. D'autres scénarios de longs métrages vont suivre. 
En 2015, il suit un cours de « Direction littéraire » au Conservatoire européen d'écriture audiovisuelle (CEEA).

### Carrière
Dès 2013, Jimmy Laporal-Trésor présente, au réalisateur Manuel Chiche, son idée de long métrage Les Rascals, film sur les gangs qui traquent les Noirs et les Arabes dans certains quartiers parisiens dans les années 1980. Afin d'assurer le financement du long métrage, Jimmy Laporal-Trésor tourne d'abord le court métrage Soldat noir, qui reprend un épisode dont le contenu ne rentre pas dans Les Rascals : Hughes, un jeune antillais se radicalise de plus en plus en raison de la France ouvertement raciste des années 1980 au point de devenir un « chasseur de skinheads ». Le court métrage est tourné en novembre 2020, en six jours, avec un budget de 80 000 euros. Le film est présenté, entre autres, dans le cadre de la Semaine de la critique du Festival de Cannes 2021, où il est nommé pour le prix Canal+ du court métrage. Soldat Noir est également nommé pour un César dans la catégorie du meilleur court métrage en 2022.
Le tournage de Les Rascals commence finalement en juillet 2021. Situé en 1984, le film suit le gang des Rascals qui fait face au gang de néo-nazis skinhead Boneheads.
Il travaille également sur une série télévisée comme suite directe du court métrage Soldat noir et entame l'écriture de son deuxième long métrage, Mé 67, initié dans le cadre de l'Atelier scénario de La Fémis, promo 2020-2021, sous la direction de Nadine Lamari.

## Filmographie

### Réalisateur

#### Longs métrages
- 2023 : Les Rascals

#### Courts métrages
- 2013 : Le Baiser
- 2021 : Soldat noir

### Scénariste
- 2012 : La Cité rose de Julien Abraham
- 2013 : Le Baiser de lui-même (court métrage)
- 2016 : Quelques jours avec toi de Jean-Claude Tran (court métrage)
- 2019 : Mon frère de Julien Abraham
- 2021 : Soldat noir de lui-même (court métrage)
- 2023 : Les Rascals de lui-même

## Distinctions

### Nominations
- Festival de Cannes 2021 : Prix Canal+ du court métrage de la Semaine de la critique pour Soldat noir
- César 2022 : Meilleur court métrage pour Soldat noir